# 에이미 팁턴
에이미 팁턴(Amy Tipton, 1980년 10월 8일 ~ )은 미국의 배우, 텔레비전 배우, 성우, 영화배우이다.
애틀랜타에서 태어났다.

## 영화
- 히든 피겨스 (2016년) - 우는 여자 역
- 컨저링 (2013년) - 카밀라 역
- 음모자 (2010년) - 피메일 게스트 역
- 원 트리 힐 (2003년)
- 체포하겠어! - 99년 극장판 (1999년)
- 체포하겠어! - 비디오판 (1994년)